# Izabel Lira
Izabel Cristina Lira de Oliveira (Rio de Janeiro, 12 de julho de 1974) é uma dubladora brasileira. É conhecida pelo papel de Grace na telenovela argentina Lalola dublando Muriel Santa Ana, conquistando em 2009, o prêmio de Melhor Narradora ou Locutora no Oscar da Dublagem por este trabalho. Junto com seu marido, Maurício Berger, também dublador, é a narradora oficial da TV Escola.[carece de fontes?]

## Ligação externa
- «Izabel Lira em Facebook»